# Combat Records
Combat Records ist ein Independent-Label aus New York City, das sich hauptsächlich auf Metal und Punk spezialisiert hat. Das Label hatte Bands wie Megadeth, Circle Jerks, Nuclear Assault, Death, Dead Brain Cells, Possessed, Crumbsuckers, Agnostic Front, Agent Steel, Dark Angel, Heathen, Zoetrope und Exodus unter Vertrag.

## Geschichte
Combat Records war das hauseigene Metal-Label von Important Record Distributors. Dieses Label hatte viele Geschäfte in den gesamten USA, um die Veröffentlichungen von Combat zu bewerben und zu verkaufen. Important Records war auch zudem das Zuhause von Megaforce Records Mitte der 80er Jahre und produzierte Kill ’Em All und Ride the Lightning von Metallica (bevor Metallica zu Elektra Records wechselte), Fistful of Metal von Anthrax und viele weitere Veröffentlichungen. Important Records führte auch einige neue Labels in die USA ein, wie z. B. Noise Records (Celtic Frost, Helloween und Running Wild), Neat Records (Venom, Raven) und Metal Blade Records (Slayer und Trouble). Für gewöhnlich wurden Veröffentlichungen mit dem Combat-Logo versehen.
Im November 1984 nahm das Label die Thrash-Metal-Band Megadeth unter Vertrag. Die Band veröffentlichte 1985 Killing Is My Business… And Business Is Good!, ihr erstes Album. Capitol Records nahm Megadeth dann 1985 unter Vertrag, womit sie die Rechte für das zweite Album von Megadeth Peace Sells… But Who’s Buying? erhielten. Das Combat-Logo erschien jedoch auf der Rückseite jedes Megadeth-Albums, welches bei Capitol erschien, bis Countdown to Extinction.

### Untergang des Labels
Combat Records wurde später von Relativity Records übernommen, welches wiederum Sony Music Entertainment gehörte. Relativity Records erlaubte Combat Records für eine kurze Zeit noch zu bestehen, bevor Combat Records vollständig aufhörte zu existieren. Später sollte Sony auch Relativity Records auflösen.

### Wiedergeburt
Combat Records wurde im Jahre 2005 neu gegründet, unter der Leitung von KOCH Records, um Alben von Look What I Did, Horse the Band und At All Cost zu veröffentlichen.

## Künstler

### Aktuell
- At All Cost
- Horse the Band
- Look What I Did

### Frühere Bands
| - Abattoir - The Accüsed - Agent Steel - Agnostic Front - Agony - Blind Illusion - Charged GBH - C.I.A. - Circle Jerks - Corrosion of Conformity - Crumbsuckers | - Cyclone Temple - D.B.C. - Dark Angel - Death - Deathrow - Devastation - The Exploited - Exodus - Faith or Fear - Forbidden - Forced Entry | - Have Mercy - Heathen - Helstar - Impaler - Ludichrist - Megadeth - Mercyful Fate - Morbid Angel - Napalm - Nuclear Assault - Oz | - Possessed - Powermad - Raven - The Rods - TKO - Tokyo Blade - Savatage - Steve Vai - Venom - Virus - Zoetrope |